# Клайтон, Жозе Менезес Рибейро
Жозе Клайтон Менезес Рибейро (порт. José Cláyton Menezes Ribeiro; род. 21 марта 1974, Сан-Луис) — бразильский и тунисский футболист, защитник. Выступал за сборную Туниса.

## Клубная карьера
Клайтон начинал свою карьеру в бразильской команде «Мото Клуб», из которой перебрался в Тунис. Три сезона он выступал за «Этуаль дю Сахель», был заметной фигурой в команде и получил тунисское гражданство, позволившее ему выступать за сборную Туниса. Ещё три сезона Клайтон играл за французскую «Бастию», за которую почти не играл и в 2001 году вернулся в Тунис. После недолгого пребывания в стане «Стад Тунизьен», он на четыре года перебрался в «Эсперанс», с которым выиграл три национальных чемпионата. Доигрывал Клайтон в Катаре и Турции, а завершил свою карьеру он в скромной тунисской команде «Стад Габезьен».

## Карьера в сборной
Натурализованный бразилец поиграл за сборную Туниса на шести крупных турнирах, включая чемпионаты мира 1998 и 2002 и Олимпийских играх 2004 года. Он становился победителем кубка африканских наций 2004.

## Достижения

### Командные
- Обладатель Кубка африканских наций: 2004
- Чемпион Туниса (4): 1996/97, 2001/02, 2002/03, 2003/04
- Обладатель Кубка обладателей кубков КАФ: 1997
- Обладатель Суперкубка КАФ: 1998